# Ramlibacter aquaticus
Ramlibacter aquaticus es una especie de bacteria gramnegativa del género Ramlibacter. Fue descrita en el año 2020. Su etimología hace referencia a acuático. Es aerobia. Tiene un tamaño de 0,3-8 μm de largo, se describe como pleomórfica, pudiendo mostrarse con forma cocoide o de bacilo. Forma colonias translúcidas entre 7-10 días de incubación en agar R2A. Crece bien entre 25-37 °C, temperatura óptima de 28 °C. Catalasa y oxidasa negativas. Se ha aislado del agua de refrigeración de un reactor nuclear en Bélgica. 